# Ирбад ибн Сария
Абу Наджих аль-‘Ирбад ибн Сария ас-Суллями (араб. أبو نَجِيحٍ العرباض بن سارية السلمي‎, ум. 75) — сподвижник пророка Мухаммада, мухаджир и один из Ахль ас-суффа (люди навеса).

## Биография
По мнению толкователей Корана, он один из тех семерых о ком Всевышний Аллах упомянул в Коране, словами: «Также нет греха на тех, которым, когда они пришли к тебе, чтобы ты обеспечил их верховыми животными, ты сказал: „Я не могу найти животных для вас“. Они вернулись с глазами, полными слез от огорчения тем, что они не нашли средств на пожертвования». Сказал Абу Мусхир и другие: «Умер 'Ирбад в 75 году (по хиджре)».